# Djævelens øje
Djævelens øje er en svensk komediefilm fra 1960 instrueret af Ingmar Bergman. I hovedrollerne ses blandt andre Jarl Kulle, Bibi Andersson og Nils Poppe.
Filmen er baseret på skuespillet Don Juan vender tillbage af Oluf Bang.

## Handling
En præstedatter er så uskyldig, at det er en torn i øjet på djævelen. For at ændre på situationen, sender han Don Juan tilbage til Jorden. Forløbet bliver dog noget anderledes end forventet.

## Medvirkende
- Jarl Kulle som Don Juan
- Sture Lagerwall som Pablo
- Bibi Andersson som Britt-Marie
- Stig Järrel som Satan
- Nils Poppe som præst
- Gertrud Fridh som fru Renata
- Georg Funkquist som greve Armand de Rochefoucauld
- Gunnar Sjöberg som marquis Giuseppe Maria de Macopanza
- Axel Düberg som Jonas
- Torsten Winge som gammel mand
- Kristina Adolphson som tilsløret kvinde
- Allan Edwall som øredæmonen
- Ragnar Arvedson som vagtdæmonen